# Lurgi
Die Lurgi GmbH war ein international tätiges Unternehmen im Bereich Großanlagenbau mit Sitz in Frankfurt am Main. Lurgi gehört seit dem 20. Juli 2007 zur Unternehmensgruppe Air Liquide, wurde mittlerweile vollständig in die Unternehmensstruktur der Gruppe eingegliedert und operiert seit April 2014 unter dem Namen Air Liquide Global E&C Solutions Germany GmbH. Der Schwerpunkt der Geschäftsaktivitäten liegt auf dem Gebiet des Anlagenbaus zur Erzeugung von petrochemischen Zwischen- und Endprodukten sowie synthetischen Treibstoffen und Oleochemie. 

## Geschichte
1897 wurde die Lurgi unter dem Namen Metallurgische Gesellschaft von der Metallgesellschaft AG gegründet. Die ersten Arbeitsgebiete betrafen die Nichteisenmetallurgie, die elektrische Gasentstaubung und die Erzeugung von Schwefelsäure. 1919 wurden die als Telegrammadresse gewählten Mittelbuchstaben LURGI als Firmennamen übernommen.
1920 bis 1936 wurde die Kohlenveredelung durch Verschwelung, Vergasung und Treibstoffsynthese (Fischer-Tropsch-Synthese) entwickelt. Während des Zweiten Weltkrieges mussten Häftlinge des KZ Auschwitz III Monowitz Zwangsarbeit für die Firma leisten. In den Nachkriegsjahren beteiligte sich Lurgi an der Gründung der deutschland- und weltweit beachteten Frankfurter Trümmerverwertungsgesellschaft, die aus dem Bauschutt der Kriegsruinen neues Baumaterial herstellte. Die dazu errichtete und bis 1964 aktive Aufbereitungs- und Verwertungsanlage für Trümmerschutt wurde von Lurgi projektiert.
In den 1960er- und 1970er-Jahren wurden die Bereiche Mineralöltechnik, Petrochemie, Wasserwirtschaft und Umwelttechnik ausgebaut.
Unter Dietrich Natus als Sprecher der Geschäftsführung gehörte Lurgi zu den international führenden Anlagenbauern mit einer breiten Produktpalette von bis zu 300 Einzelverfahren und über 5000 Mitarbeitern. 1984 wurden die Einzelgesellschaften zur Lurgi GmbH zusammengelegt, zu deren Geschäftsführung der 1937 geborene Jurist, Frankfurter Stadtverordnete und hessische Landesschatzmeister der FDP Klaus von Lindeiner-Wildau gehörte, und 1987 unter dem gemeinsamen Dach des neu errichteten Lurgihauses zusammenzogen. 1990 wurde die Lurgi GmbH in eine AG umgewandelt.
Im Zuge einer Konsolidierung und Neustrukturierung der Metallgesellschaft nach verlustreichen Öltermingeschäften im Jahr 1993 erfolgte eine Konzentration auf das Kerngeschäft. In den folgenden Jahren wurde daher die Anzahl der Mitarbeiter und der angebotenen Verfahren drastisch reduziert und das Geschäft neu strukturiert. 1994 wurde der Bereich Abwasserwirtschaft an die Bamag GmbH (Berlin-Anhaltische Maschinenbau AG in Butzbach) übertragen und 2000 der Bereich Kohleverbrennung und Rauchgasreinigung auf die Lentjes GmbH ausgelagert.
2001 wurde das Metallurgiegeschäft (ehemals Lurgi Metallurgie GmbH) an den finnischen Metall- und Technologiekonzern Outokumpu verkauft und der Sitz nach Oberursel bei Frankfurt verlegt. Im April 2007 wurde der Bereich Outokumpu Technology in Outotec umbenannt.
2003/2004 wurden die Bereiche Vergasung, Entstaubungstechnik und DeNOx an die Envirotherm GmbH verkauft
Zum 1. Januar 2007 wurde das operative Geschäft der Zimmer AG (Polymerchemie) durch Gründung der Lurgi Zimmer GmbH in die Lurgi AG integriert. Am 17. April 2007 wurde die Lurgi AG von der GEA Group AG (vormals Metallgesellschaft AG) an den französischen Konzern Air Liquide verkauft. Der Unternehmenswert wurde mit 200 Mio. Euro angegeben. Zum 28. Dezember 2007 wurde die Unternehmensform von der Aktiengesellschaft in eine GmbH mit einem Stammkapital von 30 Mio. Euro geändert. Am 7. Februar 2008 wurden als Geschäftsführer bestellt: Jens Dornedden, Dieter Grabenbauer. Am 4. Juni 2008 wurden als Geschäftsführer bestellt: Harald Notstain.
Lurgi war Weltmarktführer als Anbieter von Biodieselanlagen, Anlagen in der Oleochemie, der Polymertechnologie und zur Herstellung von Methanol.
Seit 2014 firmiert die Firma unter: Air Liquide Global E&C Solutions Germany.

## Geschäftszahlen
- 2004: Umsatz: 341 Mio. Euro; Mitarbeiter: 975
- 2006: Umsatz: 850 Mio. Euro; Mitarbeiter: 1.300 weltweit[11]
- 2007: Umsatz: 676 Mio. Euro; Mitarbeiter: 1.450 weltweit; davon 750 in Deutschland[12]
- 2013: Mitarbeiter: 3.500 weltweit; davon 600 in Deutschland[13]
- 2014: Umbenennung in Air Liquide Global E&C Solutions Germany GmbH